# Île Ponui
L'île Ponui, également connue sous le nom d'île Chamberlin, est située dans le golfe de Hauraki, à l'est d'Auckland et au sud-est de l'île Waiheke, en Nouvelle-Zélande.

## Situation
Elle est localisée au sud-est de l'île Waiheke, à l'extrémité est du ’Tamaki Strait’, qui sépare l’île de la  chaîne de Hunua (en) située sur la terre principale vers le sud

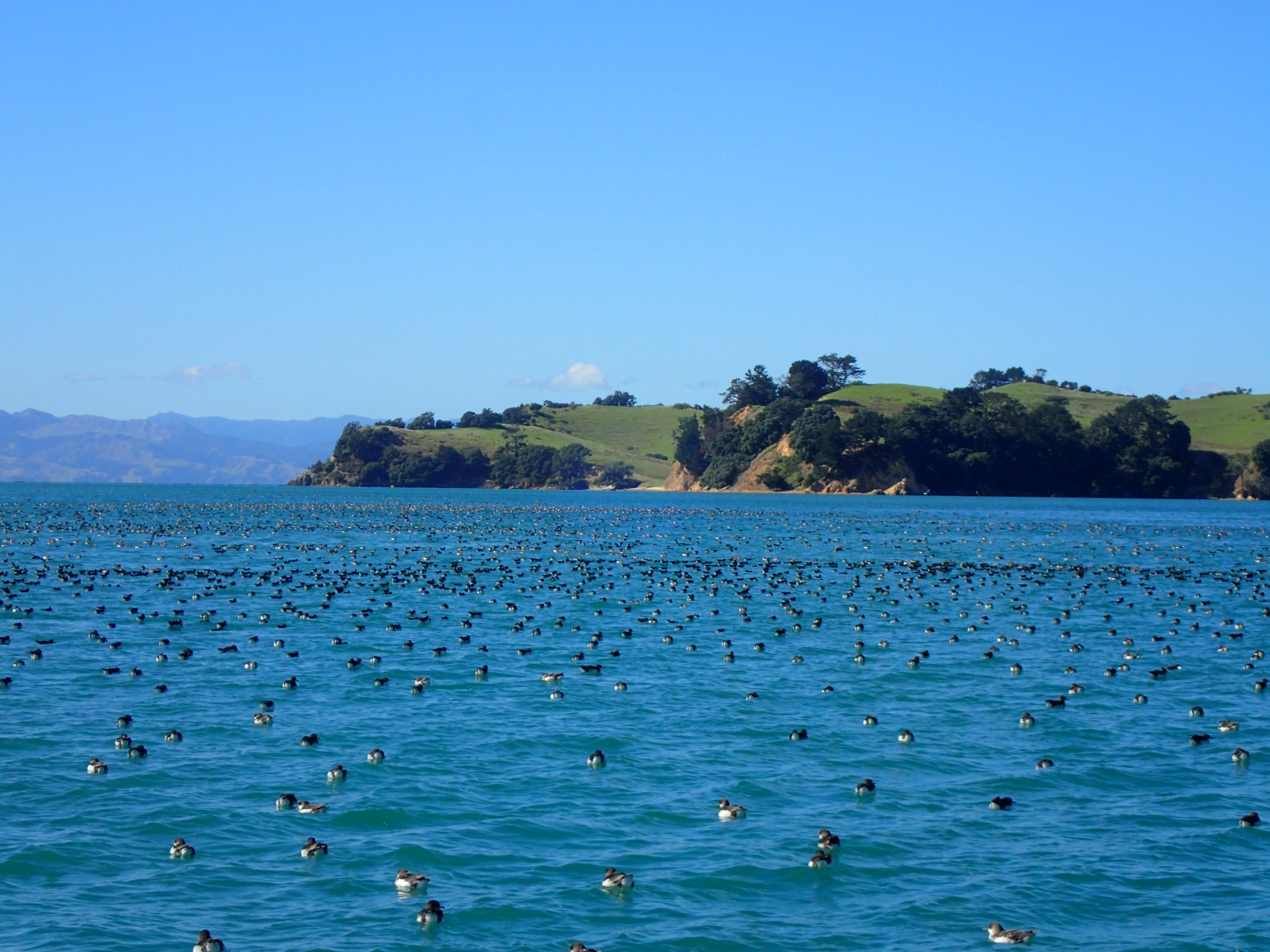
Des puffins attendant en dehors de l’île de Ponui pour les prochaines excursions de pèches

## Géographie
L'île a une superficie de 18 km2 et appartient depuis 1853 à la famille Chamberlin, qui exploite deux des trois fermes de l'île ,. La troisième ferme est esploitée par John Spencer et est utilisée de façon prédominante pour l’élevage des moutons.

## Population
Lors du recensement de 2001, l'île comptait 9 habitants permanents, en relation avec les exploitations agricoles.
L'île est également une destination populaire pour les camps de jeunesse d'organisations telles que les scouts.
Des camps des « Croisés » (maintenant sous la bannière de la « Scripture Union » se tiennent sur l’île depuis 1932.

## Faune
Elle abrite par ailleurs une importante population de kiwis ainsi que la seule race d'âne sauvage de Nouvelle-Zélande, l'âne de Ponui (en),.

## Naufrage
L’île Ponui a été le siège du naufrage du navire le ‘Pupuke’ en décembre 2018